# Hymenocallis harrisiana
Hymenocallis harrisiana är en amaryllisväxtart som beskrevs av Herb.. Hymenocallis harrisiana ingår i släktet Hymenocallis och familjen amaryllisväxter. Inga underarter finns listade i Catalogue of Life.